# Вуделл (Оклахома)
Вуделл (англ. Woodall) — переписна місцевість (CDP) в США, в окрузі Черокі штату Оклахома. Населення — 816 осіб (2020).

## Географія
Вуделл розташований за координатами 35°49′28″ пн. ш. 95°4′56″ зх. д. / 35.82444° пн. ш. 95.08222° зх. д. (35.824573, -95.082349).  За даними Бюро перепису населення США в 2010 році переписна місцевість мала площу 28,65 км², уся площа — суходіл.

## Демографія
Згідно з переписом 2010 року, у переписній місцевості мешкали 823 особи в 308 домогосподарствах у складі 248 родин. Густота населення становила 29 осіб/км².  Було 348 помешкань (12/км²).
Расовий склад населення:
| - 48,2 % — білих - 40,0 % — корінних американців - 0,1 % — азіатів - 2,6 % — осіб інших рас |

До двох чи більше рас належало 9,1 %. Частка іспаномовних становила 6,2 % від усіх жителів.
За віковим діапазоном населення розподілялося таким чином: 27,0 % — особи молодші 18 років, 60,5 % — особи у віці 18—64 років, 12,5 % — особи у віці 65 років та старші. Медіана віку мешканця становила 39,1 року. На 100 осіб жіночої статі у переписній місцевості припадало 99,3 чоловіків;  на 100 жінок у віці від 18 років та старших — 93,2 чоловіків також старших 18 років.
Середній дохід на одне домашнє господарство  становив 54 202 долари США (медіана — 37 321), а середній дохід на одну сім'ю — 61 817 доларів (медіана — 54 167). За межею бідності перебувало 26,4 % осіб, у тому числі 31,8 % дітей у віці до 18 років та 26,5 % осіб у віці 65 років та старших.
Цивільне працевлаштоване населення становило 383 особи. Основні галузі зайнятості: освіта, охорона здоров'я та соціальна допомога — 28,7 %, науковці, спеціалісти, менеджери — 18,3 %, публічна адміністрація — 10,7 %, мистецтво, розваги та відпочинок — 6,3 %.